# Козелецька селищна територіальна громада
Козелецька селищна громада — територіальна громада в Україні, у Чернігівському районі Чернігівської області. Адміністративний центр — селище Козелець.
Площа громади — 533,8 км², населення — 15 081 мешканець (2018).

## Історія
Громада утворена 13 жовтня 2016 року шляхом об'єднання Козелецької селищної ради та Берлозівської, Білейківської, Бобруйківської, Бригинцівської, Булахівської, Данівської, Лемешівської, Лихолітської, Озерненської, Омелянівської, Патютинської, Пилятинської, Скрипчинської, Стависької сільських рад Козелецького району.
Відповідно до розпорядження Кабінету Міністрів України № 730-р від 12 червня 2020 року «Про визначення адміністративних центрів та затвердження територій територіальних громад Чернігівської області», до складу громади були включені території Нічогівської, Олексіївщинскої, Петрівської, Савинської та Сираївської сільських рад Козелецького району.
Відповідно до постанови Верховної Ради України від 17 червня 2020 року «Про утворення та ліквідацію районів», громада увійшла до новоутвореного Чернігівського району.

## Населені пункти
До складу громади входять 2 селища (Калитянське, Козелець) та 52 села: Берлози, Білейки, Блудше, Бобруйки, Боярівка, Бригинці, Будище, Булахів, Гарбузин, Гладке, Гламазди, Горбачі, Данівка, Єрків, Жеребецьке, Закревське, Карасинівка, Карпоки, Корніїв, Кривицьке, Курганське, Лемеші, Лихолітки, Мирне, Мостище, Нічогівка, Нова Гребля, Новики, Озерне, Олексіївщина, Омелянів, Опеньки, Патюти, Пилятин, Пізнє, Пісоцьке, Привітне, Пушкарі, Риків, Савин, Сивухи, Сираї, Скрипчин, Сокирин, Ставиське, Тарасів, Тополі, Часнівці, Шами, Шапіхи, Шолойки, Шуляки.

## Старостинські округи
- Берлозівський (села Берлози, Гламазди, Сивухи, Часнівці)
- Білейківський (села Білейки, Кривицьке, Новики, Опеньки, Тарасів, Шами)
- Бобруйківський (села Бобруйки, Булахів, Пушкарі, Скрипчин)
- Бригинцівський (села Бригинці, Карасинівка, Корніїв, Мирне, Пізнє, Риків)
- Данівський (села Данівка, Курганське)
- Лемешівський (села Лемеші, Боярівка, Горбачі, Пісоцьке, Шапіхи, Шолойки, Шуляки)
- Лихолітський (село Лихолітки)
- Мостищенський (села Мостище, Нічогівка)
- Олексіївщинський (села Олексіївщина, Гарбузин, Єрків, Жеребецьке, Закревське, Тополі)
- Омелянівський (села Омелянівка, Калитянське, Привітне)
- Патютинський (села Патюти, Будище, Гладке)
- Савинський (села Савин, Озерне)
- Сираївський (села Сираї, Карпоки, Сокирин)
- Стависький (села Ставиське, Блудше, Нова Гребля, Пилятин)[4]